# Hiempsal II de Numidia
Hiempsal de Numidia, llamado a menudo Hiempsal II para diferenciarlo del primero en llevar ese nombre, fue un rey de Numidia.

## Biografía
Era hijo de Gauda, el hermanastro del rey Jugurta, célebre por haber llevado la guerra contra los romanos.
A la muerte de su padre —el cual, tras la muerte de Jugurta a manos de los romanos, había sido nombrado rey por estos— fue nombrado rey de Numidia.
Cuando en 88 a. C., en medio de la primera guerra civil de la República romana, Cayo Mario huyó a África, le pidió ayuda y fue recibido en Numidia. Sin embargo, Hiempsal decidió traicionarlo y entregarlo a sus enemigos, cosa que hubiera hecho de no haber escapado Mario justo a tiempo.
Unos años más tarde, la facción de Mario volvió a tomar el poder, y Gayo Fabio Adriano, el gobernador de África, lo sustituyó en el trono de Numidia por Hiarbas. Sin embargo, en 81 a. C., Pompeyo el Grande derrotó al sucesor de Adriano, Domicio y al usurpador Hiarbas y lo restituyó en el trono númida.